# Ben Blue
Pour les articles homonymes, voir Blue.
Ben Blue est un acteur canadien né le 12 septembre 1901 à Montréal (Canada), mort le 7 mars 1975 à Hollywood (États-Unis).

## Filmographie
- 1927 : The Arcadians : Simplicitas Smith
- 1932 : Strange Innertube : Ben
- 1932 : Hot Spot
- 1932 : Taxi for Two : Ben Blue
- 1933 : Bring 'Em Back a Wife : Ben aka Mrs. Gilbert
- 1933 : Wreckety Wrecks
- 1933 : Taxi Barons
- 1933 : Call Her Sausage
- 1933 : The Rummy
- 1933 : Thundering Taxis : Ben
- 1933 : Here Comes Flossie : Hank
- 1934 : All Sealed Up
- 1934 : Very Close Veins
- 1934 : Daredevil O'Dare
- 1936 : L'Appel de la folie (College Holiday) de Frank Tuttle : Stage Hand
- 1936 : Suivez votre cœur (Follow Your Heart) d'Aubrey Scotto
- 1937 : Turn Off the Moon : Luke
- 1937 : La Furie de l'or noir (High, Wide, and Handsome), de Rouben Mamoulian : Zeke
- 1937 : Artistes et Modèles (Artists & Models) : Jupiter Pluvius
- 1937 : Romance burlesque (Thrill of a Lifetime) : Skipper
- 1938 : Big Broadcast of 1938 (The Big Broodcast of 1938) : Mike
- 1938 : College Swing de Raoul Walsh : Ben Volt
- 1938 : Noix-de-Coco Bar (Cocoanut Grove) d'Alfred Santell : Joe De Lemma
- 1939 : Paris Honeymoon : Sitska
- 1942 : Panama Hattie : Rowdy
- 1942 : Pour moi et ma mie (For Me and My Gal) de Busby Berkeley : Sid Simms
- 1943 : Parade aux étoiles (Thousands Cheer) : Chuck Polansky
- 1944 : Broadway Rhythm de   Roy Del Ruth : Felix Gross
- 1944 : Deux Jeunes Filles et un marin (Two Girls and a Sailor), de Richard Thorpe : Lui-même
- 1946 : Du burlesque à l'opéra (Two Sisters from Boston) : Wrigley (the butler)
- 1946 : Ève éternelle (Easy to Wed) : Spike Dolan
- 1947 : My Wild Irish Rose : Hopper
- 1948 : One Sunday Afternoon : Nick
- 1950 : The Frank Sinatra Show (série TV) : Regular (unknown episodes, 1950-1951)
- 1960 : Ben Blue's Brothers (TV) : The Aristocrat / The Bum / The Actor / The Average Guy
- 1963 : Un monde fou, fou, fou, fou (It's a Mad Mad Mad Mad World) de Stanley Kramer : le pilote du biplan
- 1966 : Les Russes arrivent (The Russians Are Coming the Russians Are Coming) : Luther Grilk
- 1967 : The Busy Body : Felix Rose
- 1967 : We'll Take Manhattan (en) (TV) : Chief Irontail
- 1967 : Petit guide pour mari volage (A Guide for the Married Man) de Gene Kelly : Technical Adviser (Shoeless)
- 1968 : Que faisiez-vous quand les lumières se sont éteintes ? (Where Were You When the Lights Went Out ?) d'Hy Averback : Man with a razor
- 1975 : The Sky's the Limit : Ben